# Калтасинський район
Калтаси́нський район (рос. Калтасинский район, башк. Ҡалтасы районы) — адміністративна одиниця (муніципальний район) Республіки Башкортостан Російської Федерації.
Адміністративний центр — село Калтаси.

## Населення
Населення району становить 22634 особи (2019, 26268 у 2010, 29609 у 2002).

## Адміністративний поділ
До складу району входять 11 сільських поселень:
| Поселення                        | Площа, км² | Населення, осіб (2002) | Населення, осіб (2010) | Населення, осіб (2019) | Центр           | Населені пункти |
| -------------------------------- | ---------- | ---------------------- | ---------------------- | ---------------------- | --------------- | --------------- |
| Амзібашівська сільська рада      | 75,94      | 985                    | 757                    | 603                    | Амзібаш         | 6               |
| Большекачаковська сільська рада  | 105,86     | 1692                   | 1446                   | 1165                   | Большекачаково  | 6               |
| Калегінська сільська рада        | 88,83      | 1010                   | 906                    | 743                    | Калегіно        | 6               |
| Калміябашівська сільська рада    | 159,69     | 1385                   | 1140                   | 951                    | Калміябаш       | 6               |
| Калтасинська сільська рада       | 166,02     | 5949                   | 5655                   | 5098                   | Калтаси         | 7               |
| Кельтеївська сільська рада       | 403,97     | 3026                   | 2585                   | 2182                   | Великий Кельтей | 10              |
| Краснохолмська сільська рада     | 130,93     | 10100                  | 9799                   | 8925                   | Краснохолмський | 8               |
| Нижньокачмашівська сільська рада | 124,67     | 1296                   | 1009                   | 784                    | Нижній Качмаш   | 8               |
| Новокільбахтінська сільська рада | 97,22      | 1321                   | 1052                   | 675                    | Новокільбахтіно | 8               |
| Старояшевська сільська рада      | 59,66      | 959                    | 850                    | 684                    | Старояшево      | 5               |
| Тюльдинська сільська рада        | 105,91     | 1220                   | 1069                   | 824                    | Тюльді          | 9               |

## Найбільші населені пункти
| №  | Населений пункт | Населення, осіб (2002) | Населення, осіб (2010) |
| -- | --------------- | ---------------------- | ---------------------- |
| 1  | Краснохолмський | 8 101                  | 8 021                  |
| 2  | Калтаси         | 4 445                  | 4 418                  |
| 3  | Кутерем         | 1 141                  | 1 081                  |
| 4  | Великий Кельтей | 907                    | 759                    |
| 5  | Сазово          | 578                    | 549                    |
| 6  | Старі Калтаси   | 616                    | 518                    |
| 7  | Большекачаково  | 605                    | 510                    |
| 8  | Калмаш          | 627                    | 503                    |
| 9  | Нижній Качмаш   | 514                    | 471                    |
| 10 | Амзібаш         | 524                    | 417                    |